# Friedrich Brenner (Mediziner)

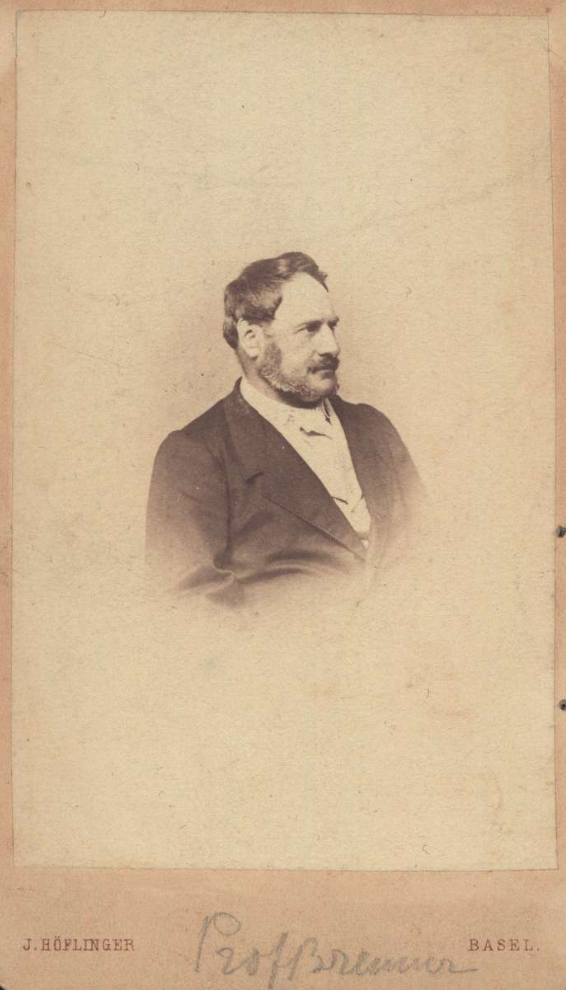
Johann Friedrich Brenner

Johannes Friedrich Brenner (* 8. Januar 1809 in Basel; † 31. Oktober 1874 ebenda) war ein Schweizer Psychiater.

## Leben
Brenner war der Bruder von Karl Johann Brenner und studierte Medizin an den Universitäten Zürich, Basel und Freiburg im Breisgau. 1830 promovierte er in Basel. Ab 1832 war er Irrenarzt am Basler „Almosen“ (Bau des ehemaligen Barfüsserklosters bei der Barfüsserkirche). Dort schaffte er Ketten und Prügel ab (siehe auch No restraint). 1839 übernahm er zusätzlich die Leitung der neu eröffneten Irrenabteilung des Kantonsspitals in Münsterlingen. 1842 wurde er Leiter der neu erbauten Irrenanstalt hinter dem Markgräflerhof in Basel. 1835  habilitierte Brenner sich an der Universität Basel; seine Probevorlesung hielt er zum Thema „Was sind psychische Krankheiten?“. 1855 zum ausserordentlichen Professor für Psychiatrie ernannt, war er der erste Dozent dieses Fachs an einer schweizerischen Universität.
Seine Tochter Elisabeth (1836–1884) heiratete 1855 den Lehrer und Naturwissenschaftler Friedrich Burckhardt. Der Zoologe Rudolf Burckhardt war sein Enkel.

## Schriften
- Bericht über die Irren-Anstalt von ihrer Eröffnung 1842 bis 1850. Basel 1851 (Digitalisat in der Google-Buchsuche).
- Bericht über die Wirksamkeit der Irrenanstalt in Basel vom Jahr 1851 bis zum Jahr 1860. Basel 1862.
- Ueber die Uebelstände in der Basler Irren-Anstalt und die Nothwendigkeit ihrer Verlegung. Bericht an die ärztliche Gesellschaft in Basel durch eine Specialcommission. Herausgegeben zu Handen der hohen Behörden. C. Schultze, Basel 1865 (Digitalisat in der Google-Buchsuche).
- Grundzüge eines Irren-Gesetzes. Dem Vereine der schweizerischen Irrenärzte vorgelegt. Schweighauser, Basel 1871 (Digitalisat in der Google-Buchsuche).
- Bericht über die Wirksamkeit der Irrenanstalt in Basel vom Jahr 1861 bis zum Jahr 1870 und des Versorgungshauses vom Jahr 1855 bis zum Jahr 1870. Riehm, Basel 1872 (Digitalisat in der Google-Buchsuche).